# Totanés
Totanés è un comune spagnolo di 386 abitanti situato nella comunità autonoma di Castiglia-La Mancia.